# Valentin Ivanov (futebolista)
Valentin Kozmich Ivanov, em russo Валентин Козьмич Иванов (Moscou, 19 de novembro de 1934 - Moscou, 8 de novembro de 2011) foi um jogador de futebol da União Soviética, tendo sido atacante.

## Carreira

### Torpedo Moscou
Jogou apenas pelo Torpedo Moscou (assim como seu companheiro Eduard Streltsov), participando de duas conquistas do clube no Campeonato Soviético, em 1960 e em 1965.

### Seleção Soviética
Pela Seleção Soviética, foi o terceiro maior artilheiro, jogando por ela 59 vezes e marcou 26 vezes. Pelo selecionado, conquistou a medalha de ouro nas Olimpíadas de 1956 e na Eurocopa de 1960, tendo feito parte dos grupos que foram às Copas do Mundo de 1958 e 1962. Encerrou a carreira em 1966, aos 32 anos.

#### Artilheiro da Copa de 1962
Ivanov foi um dos artilheiros do mundial do Chile, com quatro gols marcados, ao lado dos brasileiros Garrincha e Vavá, do chileno Leonel Sánchez, do húngaro Flórián Albert e do iugoslavo Dražan Jerković. 
Seu filho, também chamado Valentin Ivanov, é árbitro de futebol e participou da Copa de 2006.